# Calocosmus speciosus
Calocosmus speciosus là một loài bọ cánh cứng trong họ Cerambycidae.